# Sân bay quốc tế Kruger Mpumalanga
Sân bay quốc tế Kruger Mpumalanga (IATA: MQP, ICAO: FAKN) nằm ở phía đông nam của Nelspruit. Sân bay này phục vụ du khách tham quan Vườn quốc gia Kruger với các chuyến bay theo lịch trình đến Johannesburg và đến các thành phố khác của Nam Phi với tần suất ít hơn.

## Các hãng hàng không và các tuyến điểm
- Interlink Airlines (Johannesburg)
- Pelican Air Services (Vilanculos)
- South African Airways
  - South African Airlink (Cape Town, Durban, Johannesburg)
  - South African Express (Johannesburg)